# Hervé du Halgouët
Hervé de Poulpiquet du Halgouët, né le 24 juillet 1877 à Casson  et mort le 5 décembre 1955 à Plumergat, est un officier et historien français, spécialiste de l'histoire de la Bretagne.

## Biographie
Hervé de Poulpiquet du Halgouët est issu de la famille de Poulpiquet, famille noble bretonne originaire de Plouzané, dans le Finistère, et dont la branche du Halgouët s'est établie à Nantes au XVIIe siècle. Il est le petit-fils de Pierre Richard de La Pervanchère et le neveu de Maurice de Poulpiquet du Halgouët.
Après avoir quitté l'armée, il est élu conseiller général du canton de Josselin de 1919 à 1940, nommé en 1943 conseiller départemental, puis vice-président de ce canton ; il est révoqué de ce mandat par le comité départemental de libération du Morbihan en 1943. 
Historien reconnu, il est président de la Société polymathique du Morbihan (1931), secrétaire général (1920) puis vice-président (1927) de la Société d’histoire et d’archéologie de Bretagne, dont il est l'un des fondateurs,. Il obtient le prix Louis-Paul-Miller en 1944 et le prix Montyon en 1952, tous deux décernés par l'Académie française, pour son ouvrage Par monts et par vaux au pays de Josselin.
Gendre de René Le Cerf, il est le père d'Yves du Halgouët.

## Publications
- Essai sur le Porhoët : le comté, sa capitale, ses seigneurs, Paris, Honoré Champion, 1906, 285 p.[6].
- Une seigneurie du Porhoët : Tregranteur, les seigneurs et le domaine, Rennes, F. Simon, 1907, 105 p.
- Trégarantec et Trégranteur, la famille de ce nom, Vannes, impr. Lafolye frères, 1908, 14 p.
- Roues de fortune et carillons d'églises, Vannes, Lafolye frères, 1909, 19 p.
- Saint Gobrien et sa chapelle en Saint-Servan (évêché de Vannes), Saint-Brieuc, R. Prud'homme, 1910, 7 p.
- Archives des châteaux bretons. Inventaire des archives du château de Tregranteur, 1400 à 1830, Saint-Brieuc, R. Prud'homme, 1909[7].
- Inventaire des archives du château de Trédion ... 1400-1830, Paris, Honoré Champion, 1911 (collection : Archives des châteaux bretons ; 2)[8].
- Archives des châteaux bretons. Tome III. Inventaire des archives du château du Grégo, accompagné de généalogies et de nombreuses notices sur les familles et les seigneuries, 1343-1830, Saint-Brieuc, R. Prud'homme, 1913[9].
- Répertoire sommaire des documents manuscrits de l'histoire de Bretagne antérieurs à 1789 : conservés dans les dépôts publics de Paris. Tome I, Bibliothèque Nationale et Archives Nationales, Saint-Brieuc, R. Prudhomme, 1914, 325 p.[10].
- Une seigneurie de la sénéchaussée d'Auray. Coetsal, le domaine et les seigneurs, Saint-Brieuc, R. Prud'homme, 1920, 31 p.
- Contribution à l'étude du régime seigneurial dans l'ancienne France. I : La Vicomté de Rohan et ses seigneurs, Saint-Brieuc, R. Prudhomme, Paris, Honoré Champion, 1921, 204 p.[11] ; réédition sous le titre Pontivy, Rohan et leurs environs, Paris, Res Universis, 1992 (collection : Monographies des villes et villages de France ; 785)  (ISBN 2-87760-736-4).
- Contribution à l'étude du régime seigneurial dans l'ancienne France. II. Le Duché de Rohan et ses seigneurs accompagné d'une carte et de notices sur les principales seigneuries du fief, Saint-Brieuc, René Prud'homme, Paris, Édouard Champion, éditeur, 1925, 308 p.
- Inventaire des archives de l'hôtel de Limur, accompagné de généalogies et de notices. 1355-1830, Saint-Brieuc, R. Prud'homme, 1927, 468 p. (collection : Archives des châteaux bretons ; 4).
- « Inventaire d'une habitation à Saint-Domingue », dans Revue d'histoire des colonies, n° 4, 1933, p. 215-250.
- Pages coloniales. Relations maritimes de la Bretagne et de la Chine au XVIIIe siècle. Lettres de Canton, Rennes, Oberthur, 1934, 103 p.
- Nantes. Ses relations commerciales avec les îles d'Amérique au XVIIIe siècle. Ses armateurs, Paris, Mémoires de la Société d'Histoire et d'Archéologie de Bretagne, 1939, 293 p.
- Au temps de Saint-Domingue et de la Martinique : d'après la correspondance des trafiquants maritimes, Rennes, Oberthur, 1941, 131 p. Lire en ligne.
- Par monts et par vaux au pays de Josselin : souvenirs du passé et du présent, Rennes, impr. Oberthur, 1943, 110 p.
- Nos campagnes à travers les registres paroissiaux de 1550 à 1790 : (Ancienne France), Vannes, Galles, 1946.
- La Bretagne inconnue. Contribution à l'art populaire dans la statuaire, 1948, 33 p.[12].